# Aspidontus dussumieri
Blennie de Dussumier
Espèce
Statut de conservation UICN

 LC  : Préoccupation mineure
Aspidontus dussumieri, la Blennie de Dussumier, est une espèce de poissons marins de la sous-famille des Blenniinae (famille des Blenniidae).

## Description
Aspidontus dussumieri peut mesurer jusqu'à 120 mm de longueur totale. Contrairement à Aspidontus taeniatus (qui à l'occasion mordille des poissons pour se nourrir de leur chair), ce poisson se nourrit d'algues et de matière organique et est relativement timide, se cachant dans des cavités faites par des vers polychètes.

## Répartition
Ce poisson est largement répandu depuis les côtes africaines dans l'océan Indien et la mer Rouge jusqu'à l'Australie et le Japon dans le Pacifique.

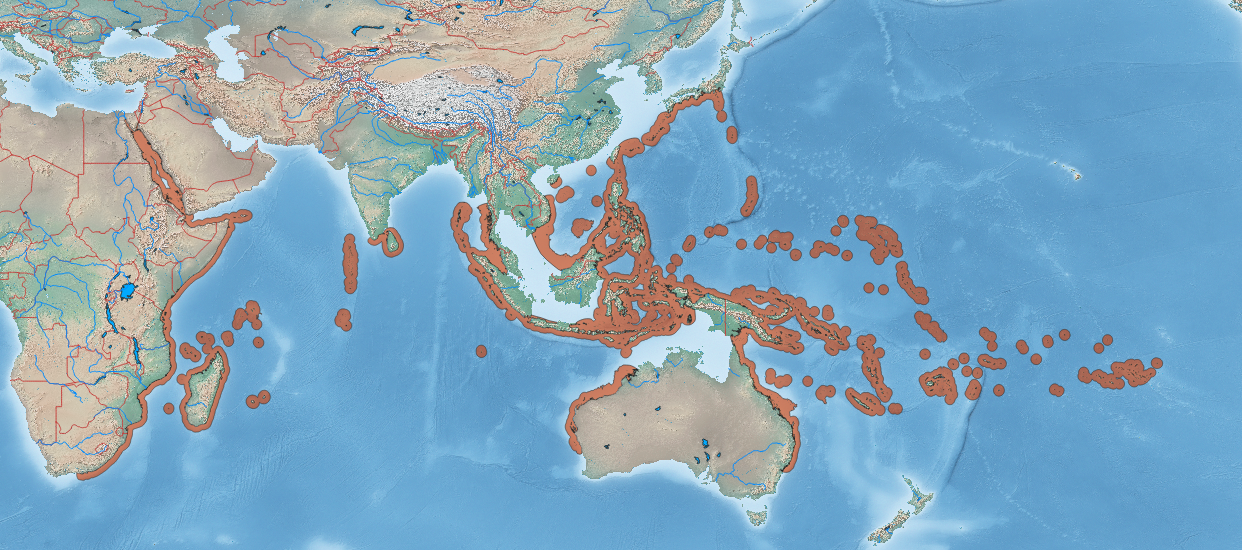
Aire de répartition d’Aspidontus dussumieri selon l'UICN (2025).

## Systématique
Le nom valide complet (avec auteur) de ce taxon est Aspidontus dussumieri (Valenciennes, 1836).
L'espèce a été initialement classée dans le genre Blennechis sous le protonyme Blennechis dussumieri Valenciennes, 1836.
Ce taxon porte en français le nom vernaculaire ou normalisé suivant : Blennie de Dussumier.
Aspidontus dussumieri a pour synonymes :
- Aspidontus dussumeiri (Valenciennes, 1836)
- Aspidontus fluctuans (Weber, 1909)
- Aspidontus gorrorensis (Herre, 1936)
- Aspidontus wamiziensis Smith, 1959
- Blennechis dussumieri Valenciennes, 1836
- Petroscirtes fluctuans Weber, 1909
- Petroscirtes gorrorensis Herre, 1936

### Étymologie
Son épithète spécifique, dussumieri, ainsi que son nom vernaculaire, « de Dussumier », lui ont été donnés en l'honneur du voyageur et naturaliste français Jean-Jacques Dussumier (1792-1883) qui a collecté l'holotype.